# Phyllocnistis vitegenella
Phyllocnistis vitegenella là một loài bướm đêm thuộc họ Gracillariidae. Nó là loài bản địa của Bắc Mỹ, nhưng có cũng có mặt ở bắc Ý năm 1994, Slovenia năm 2004 và Thụy Sĩ năm 2009.
Ấu trùng ăn Vitis vinifera. Chúng ăn lá nơi chúng làm tổ.